# باک جونز
باک جونز (انگلیسی: Buck Jones؛ ۱۲ دسامبر ۱۸۹۱ – ۳۰ نوامبر ۱۹۴۲) یک هنرپیشه اهل ایالات متحده آمریکا بود.
از فیلم‌ها یا برنامه‌های تلویزیونی که وی در آن نقش داشته است می‌توان به گردباد ملایم اشاره کرد.